# Josh Pierson
Josh Pierson (Portland, 14 febbraio 2006) è un pilota automobilistico statunitense.

## Carriera

### Inizi in monoposto
Nel 2020 Pierson esordisce nel campionato F1600, serie valida per la Road to Indy. Il pilota americano conquista due podi nelle sei gare disputate. Lo stesso anno corre anche nella U.S. F2000 con il team Exclusive Autosport. Nel 2021 continua nella serie ma passa al team Pabst Racing dove conquista cinque podi e chiude quarto in classifica finale.
Nel 2023 oltre agli impegni nel endurance, Pierson torna in monoposto correndo per HMD con il supporto di Dale Coyne Racing nella Indy NXT. Per la stagione 2024, Pierson si concentra solo sulla Indy NXT. 
Anche per la stagione 2025 viene confermato dal team HMD.

### Endurance

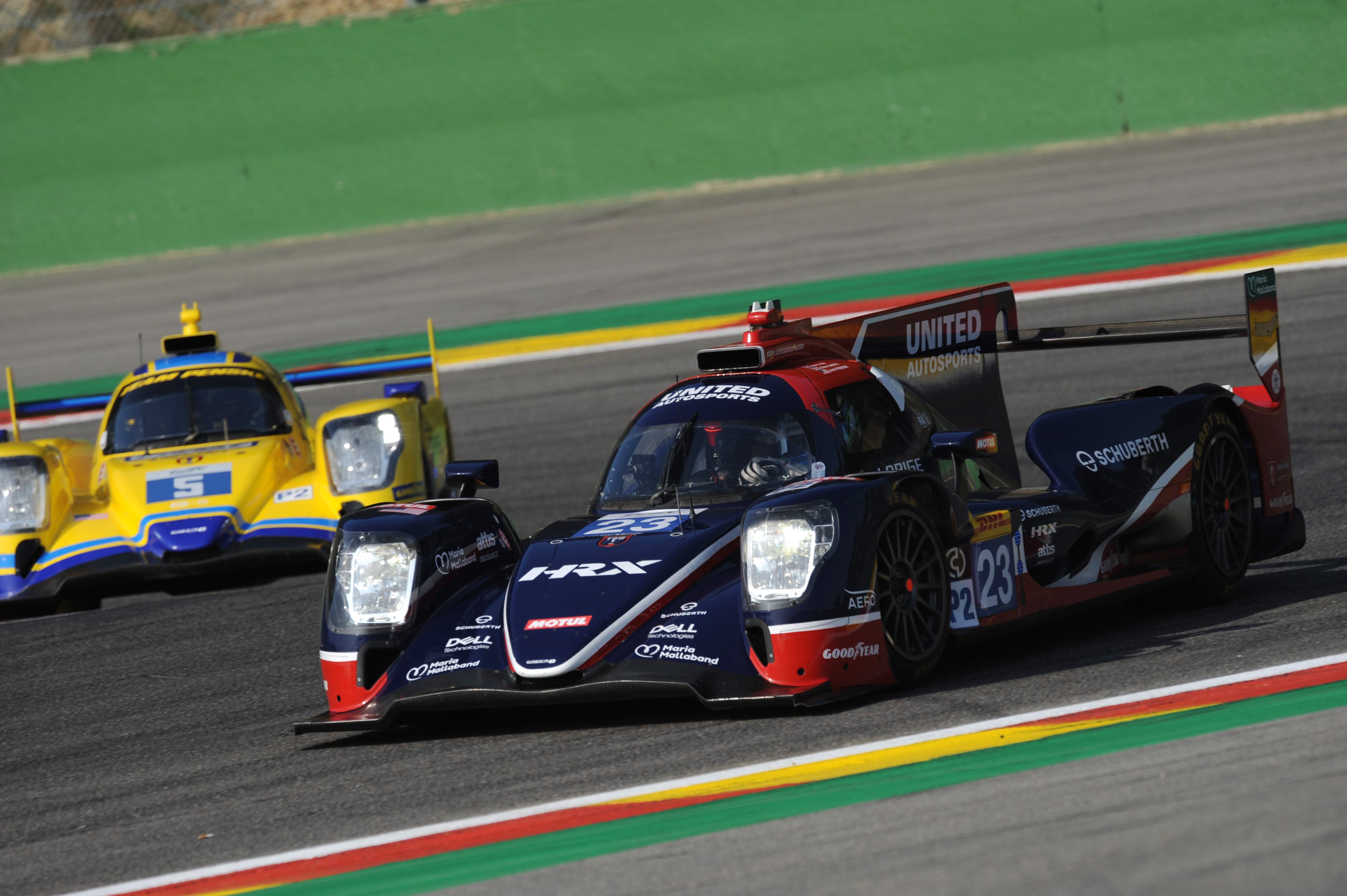
Josh Pierson durante la 6 Ore di Spa-Francorchamps

Nel luglio del 2021 il team United Autosports annuncia Pierson come pilota per la stagione 2022 del WEC, diventando il più giovane pilota a partecipare al WEC e alla 24 Ore di Le Mans. Insieme a Paul di Resta e Oliver Jarvis vincono la prima gara stagionale, la 1000 Miglia di Sebring. Nella 8 Ore del Bahrain ottiene il secondo podio nella serie e chiude terzo in classifica piloti. Lo stesso anno partecipa al Campionato IMSA con il team PR1/Mathiasen Motorsports, ottiene due pole, un terzo posto nella Petit Le Mans e chiude sesto nella classifica LMP2 piloti.
Nel 2023 Pierson viene confermato dal team United nel WEC, mentre con il team TDS Racing partecipa alla Michelin Endurance Cup del Campionato IMSA. Durante la 6 Ore di Portimão ottiene la sua seconda vittoria nel WEC.
A fine della stagione 2023, Pierson viene nominato per il tradizionale Rookie Test di fine stagione, il pilota statunitense salirà sulla Hypercar della Toyota, la GR010 Hybrid.

## Risultati

### Riassunto della carriera
| Stagione | Campionato                  | Team                      | Gare | Vittorie | Pole | Gpv | Podi | Punti | Pos. |
| -------- | --------------------------- | ------------------------- | ---- | -------- | ---- | --- | ---- | ----- | ---- |
| 2020     | F1600 Series                | lovation, TransUnion      | 6    | 0        | 0    | 0   | 2    | 72    | 22º  |
| 2020     | U.S. F2000 National         | Exclusive Autosport       | 16   | 0        | 0    | 0   | 0    | 57    | 20º  |
| 2021     | U.S. F2000 National         | Pabst Racing              | 18   | 0        | 0    | 0   | 5    | 291   | 4º   |
| 2022     | Asian Le Mans Series - LMP2 | United Autosports         | 2    | 2        | 2    | 2   | 2    | 0     | NC†  |
| 2022     | WEC - LMP2                  | United Autosports         | 6    | 1        | 0    | 1   | 2    | 133   | 3º   |
| 2022     | IMSA - LMP2                 | PR1/Mathiasen Motorsports | 7    | 0        | 2    | 0   | 1    | 1809  | 6º   |
| 2023     | Indy NXT                    | HMD Motorsports           | 9    | 0        | 0    | 0   | 0    | 173   | 15º  |
| 2023     | IMSA - LMP2                 | TDS Racing                | 1    | 0        | 0    | 0   | 0    | 892   | 14º  |
| 2023     | WEC - LMP2                  | United Autosports         | 7    | 1        | 1    | 0   | 2    | 92    | 5º   |
| 2024     | Indy NXT                    | HMD Motorsports           | 14   | 0        | 0    | 0   | 0    | 264   | 14º  |

* Stagione in corso.
† Pierson è un pilota ospite non idoneo a prendere punti

### IMSA
| Anno    | Team                      | Classe | Auto     | Motore          | 1     | 2     | 3     | 4     | 5     | 6     | 7     | Punti | Pos. |
| ------- | ------------------------- | ------ | -------- | --------------- | ----- | ----- | ----- | ----- | ----- | ----- | ----- | ----- | ---- |
| 2022    | PR1/Mathiasen Motorsports | LMP2   | Oreca 07 | Gibson GK428 V8 | DAY 7 | SEB 4 | LGA 4 | HDO 6 | WGI 6 | ROA 5 | PET 3 | 1809  | 6º   |
| 2023    | TDS Racing                | LMP2   | Oreca 07 | Gibson GK428 V8 | DAY 4 | SEB 8 | LGA   | WGI   | ROA   | IND   | PET   | 262*  |      |
| Legenda |                           |        |          |                 |       |       |       |       |       |       |       |       |      |

### Risultati nel WEC
| Anno    | Squadra               | Classe | Vettura  | SEB | SPA | LMS | MON | FUJ | BHR |     | Punti | Pos. |
| ------- | --------------------- | ------ | -------- | --- | --- | --- | --- | --- | --- | --- | ----- | ---- |
| 2022    | United Autosports USA | LMP2   | Oreca 07 | 1   | 6   | 5   | 5   | 5   | 2   |     | 133   | 3º   |
| Anno    | Squadra               | Classe | Vettura  | SEB | ALG | SPA | LMS | MON | FUJ | BHR | Punti | Pos. |
| 2023    | United Autosports     | LMP2   | Oreca 07 | Rit | 1   | 2   | 6   | 4   | 4   | 8   | 93    | 5°   |
| Legenda |                       |        |          |     |     |     |     |     |     |     |       |      |

### Risultati 24 Ore di Le Mans
| Anno | Team                  | Co-Pilota                   | Auto            | Classe | Giri | Pos. | Class Pos. |
| ---- | --------------------- | --------------------------- | --------------- | ------ | ---- | ---- | ---------- |
| 2022 | United Autosports USA | Oliver Jarvis Alex Lynn     | Oreca 07-Gibson | LMP2   | 368  | 10º  | 6º         |
| 2023 | United Autosports USA | Tom Blomqvist Oliver Jarvis | Oreca 07-Gibson | LMP2   | 323  | 18º  | 8º         |

### Risultati 24 Ore di Daytona
| Anno | Team                      | Co-Pilota                                          | Auto            | Classe | Giri | Pos. | Class Pos. |
| ---- | ------------------------- | -------------------------------------------------- | --------------- | ------ | ---- | ---- | ---------- |
| 2022 | PR1/Mathiasen Motorsports | Jonathan Bomarito Steven Thomas Harry Tincknell    | Oreca 07-Gibson | LMP2   | 663  | Rit  | Rit        |
| 2023 | TDS Racing                | Giedo van der Garde François Heriau Job van Uitert | Oreca 07-Gibson | LMP2   | 761  | 10º  | 4º         |

### Risultati Indy NXT
(legenda) (Le gare in grassetto indicano la pole position) (Le gare in corsivo indicano Gpv)
| Stagione | Team            | 1   | 2   | 3   | 4   | 5   | 6   | 7   | 8   | 9   | 10  | 11  | 12  | 13  | 14  | Punti | Pos. |
| -------- | --------------- | --- | --- | --- | --- | --- | --- | --- | --- | --- | --- | --- | --- | --- | --- | ----- | ---- |
| 2023     | HMD Motorsports | STP | ALA | IMS | DET | DET | ROA | MOH | IOW | NSH | IMS | GAT | POR | LAG | LAG | 173   | 15°  |
| 2023     | HMD Motorsports | 16  |     | 17  |     |     | 11  | 9   | 6   | 10  | 8   | 10  | 17  |     |     | 173   | 15°  |
| 2024     | HMD Motorsports | STP | ALA | IMS | IMS | DET | ROA | LAG | LAG | MOH | IOW | GAT | POR | MIL | NSH | 264   | 14°  |
| 2024     | HMD Motorsports | 13  | 17  | 21  | 12  | 8   | 7   | 13  | 9   | 9   | 11  | 13  | 9   | 12  | 10  | 264   | 14°  |
| 2025     | HMD Motorsports | STP | ALA | IMS | IMS | DET | GAT | ROA | MOH | IOW | LAG | LAG | POR | MIL | NSH | 22*   |      |
| 2025     | HMD Motorsports | 9   |     |     |     |     |     |     |     |     |     |     |     |     |     | 22*   |      |

### Risultati in Formula Regional Oceania
(legenda) (Le gare in grassetto indicano la pole position) (Le gare in corsivo indicano Gpv)
| Stagione | Team             | 1   | 2   | 3   | 4   | 5   | 6   | 7   | 8   | 9   | 10  | 11  | 12  | 13  | 14  | 15  | Punti | Pos. |
| -------- | ---------------- | --- | --- | --- | --- | --- | --- | --- | --- | --- | --- | --- | --- | --- | --- | --- | ----- | ---- |
| 2025     | MTEC Competition | TAU | TAU | TAU | HDM | HDM | HDM | MAN | MAN | MAN | TER | TER | TER | HMP | HMP | HMP | 219   | 7º   |
| 2025     | MTEC Competition | 8   | 2   | 6   | 4   | 6   | 3   | 5   | 3   | 9   | 6   | 5   | 6   |     |     |     | 219   | 7º   |